# Ibarreta
Ibarreta é um município da Argentina, localizada na província de Formosa